# Карпов, Павел Иванович
Па́вел Ива́нович Ка́рпов (1873—1932 (?)) — российский психиатр, действительный член РАХН (ГАХН). Один из первых российских исследователей творчества душевнобольных, одним из первых увидел возможности рисования как средства лечения. В его коллекции было несколько тысяч рисунков и рукописей пациентов психиатрических больниц.

## Биография

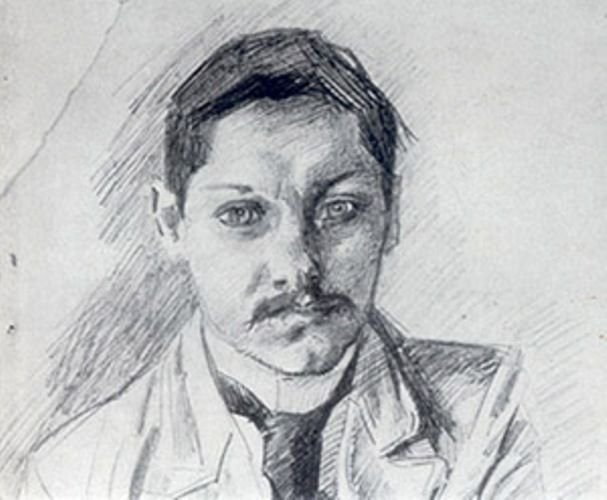
М. А. Врубель «Портрет Карпова Павла Ивановича»

Павел Иванович Карпов родился в 1873 году — по одним источникам в Москве, по другим в Санкт-Петербурге. О детстве и юности ничего не известно.
Обучался на медицинском факультете Императорского Московского университета. В 1902 году был арестован царской охранкой «за хранение литературы».
В этот период Карпов П. И. знакомится с художником Михаилом Врубелем, который проходил лечение в частной лечебнице доктора Фёдора Усольцева. В этой лечебнице тогда находился и П. И. Карпов (его профессиональный статус неясен: студент, ассистент или начинающий практику врач), опекавший художника, совершавший с ним прогулки, ведший беседы, в том числе, об искусстве.
В 1904 году П. Карпов вместе с М. Врубелем побывал на Ярославском вокзале, провожая сестру Врубеля — Анну Александровну. Находясь в больнице в течение 1904—1905 годов, Врубель создал графический цикл, посвящённый больным и персоналу. В частности, он создал три портрета П. И. Карпова, ныне хранящихся в Государственной Третьяковской галерее. Художник также подарил Павлу Ивановичу один из многочисленных акварельных вариантов «Демона», воспроизведённый в монографии Карпова «Творчество душевнобольных…».
В 1911 году П. И. Карпов окончил университет, в том же году защитив диссертацию на тему «Эволюция психической жизни», которая была опубликована в 1921 году. С 1911 года работал сначала ординатором, затем старшим ординатором в Пречистенской психиатрической больнице, в 1917 году был избран старшим врачом.
С 1915 по 1926 г.г. читал курс нервных и душевных болезней в школах сестёр. В 1917—1920 г.г. работал ассистентом нервной клиники профессора Даркшевича Л. О. В 1920 году был избран помощником директора и профессором Института психоневрологии, где заведовал секцией пропедевтики и читал обязательный курс «Введение в психиатрию».
С 1923 по 1932 г.г. П. И. Карпов являлся действительным членом РАХН (ГАХН) и был председателем комиссии по изучению патологического творчества, а также ученым секретарём Разряда психологии искусств.
В 1926 году П. И. Карпов становится членом совета Института по изучению преступности и преступника, а также заведующим лабораторией по изучению поведения масс и массовой психотехники. В 1930 году Карпов работал в Лаборатории экспериментального искусствоведения.
С 1911 года П. И. Карпов начинает собирать творчество душевнобольных — стихи, прозу, рисунки, живопись — и на основе своей коллекции хотел создать музей. В его коллекции было несколько тысяч рисунков и рукописей пациентов психиатрических больниц. При содействии РАХН (ГАХН) П. И. Карпов тщательно и кропотливо изучал творчество душевнобольных людей самых разных возрастов, отмечал динамику изменений под воздействием лечения и после выздоровления. За годы своих исследований П. Карпов собрал обширную коллекцию стихов, рисунков, ручных поделок и других примеров творчества. Судьба этой коллекции на сегодняшний день неизвестна.
Среди работ Карпова, где он подходил к теоретическим обобщениям в сфере словесного и изобразительного искусства, — книги «Творчество душевнобольных» (1926), «Бытовое эмоциональное творчество в древнерусском искусстве» (1928), «Творчество заключенных» (1929) и ряд статей 20-х годов, от которых в архивах ГАХНа сохранились только тезисы.
Жену учёного звали Елена Николаевна; девичья фамилия неизвестна. Монография «Творчество душевнобольных…» вышла с посвящением ей.
После 30-х годов теряются любые упоминания о самом Павле Ивановиче Карпове. Его дальнейшая судьба неизвестна.
Согласно данным отечественного некрополиста С. Е. Кипниса, П. И. Карпов скончался в 1932 году и похоронен на Новодевичьем кладбище.

## Основные труды
- Карпов П. И. Творчество душевнобольных и его влияние на развитие науки, искусства и техники. — М.: Госиздат, 1926.
- Карпов П. И. Бытовое эмоциональное творчество в древнерусском искусстве. — М.: 1928.
- Карпов П. И. Творчество заключённых (рисунки, скульптура и работы мастерских). — М.: изд-во «Наркомвнутрдел», 1929.

## Интересные факты
- В романе братьев Стругацких «Понедельник начинается в субботу»[6] повествователь видит во сне монографию «Творчество душевнобольных и его влияние на развитие науки, искусства и техники» и читает начало приведённого в ней «Стиха №2»:

В кругу облаков, высоко 
Чернокрылый воробей, 
Трепеща и одиноко, 
Парит быстро над землей; 
Он летит ночной порой, 
Лунным светом освещенный 
И, ничем неудрученный, 
Все он видит под собой. 
Гордый, хищный, разъяренный 
И летая словно тень. 
Глаза светятся, как день.
Позднее эти стихи вошли в композицию «Аллергия» из альбома «Коварство и любовь» (1989) рок-группы «Агата Кристи» и песню «Трепеща и одиноко» из альбома «Рай для инвалидов» (2002) группы «Умка и броневичок».